# Guarani (Minas Gerais)
Guarani is een gemeente in de Braziliaanse deelstaat Minas Gerais. De gemeente telt 10.049 inwoners (schatting 2009).

## Aangrenzende gemeenten
De gemeente grenst aan Astolfo Dutra, Descoberto, Piraúba, Rio Novo, Rio Pomba en Tabuleiro.